# Geusibia stenosinuata
Geusibia stenosinuata är en loppart som beskrevs av Li Kueichen 1979. Geusibia stenosinuata ingår i släktet Geusibia och familjen smågnagarloppor. Inga underarter finns listade i Catalogue of Life.